# Opuszczona plebania
Opuszczona plebania – obraz olejny polskiego malarza Adama Chmielowskiego z 1888 roku, znajdujący się w zbiorach Muzeum Narodowego w Warszawie.
Chmielowski namalował jesienny pejzaż w 1888 roku. Jest to jedno z ostatnich notowanych dzieł malarza, który w późniejszych latach poświęcił się pracy dla ubogich w Krakowie. Obraz przedstawia fragment wiejskiej drogi dochodzącej do zabudowań probostwa i kościoła lub kaplicy. Od strony zabudowań idzie osoba niosąca na plecach zebrane drewno na opał. Pejzaż jest rozświetlony jasnymi promieniami słońca. Obraz olejny o wymiarach 71 × 56,8 cm, sygnowany po lewej stronie u dołu: † Adam Chmielowski | Kraków 88 r.. Znajduje się w kolekcji dzieł sztuki polskiej do 1914 roku Muzeum Narodowego w Warszawie. Został przez muzeum zakupiony. Muzealny numer inwentarzowy: MP 5221 MNW.